# Kopfkraxen
Die Kopfkraxen (auch Kopfkraxn) ist ein 2178 m ü. A. Meter hoher Berg im Kaisergebirge in Tirol. Auf seinem recht schmalen Gipfel befindet sich ein Steinmann. Der Gipfel bietet eine gute Aussicht ins Sölllandl, besonders reizvoll sind die Blicke auf das Untere Gamskarköpfl, den Treffauer, das Tuxeck und zur SkiWelt Wilder Kaiser – Brixental.

## Lage
Die Kopfkraxn Sonneck erhebt sich im westlichen Teil des Wilden Kaisers im Hauptkamm zwischen den Hackenköpfen, dem Sonneck im Osten und dem Treffauer weiter südöstlich. Sie ist gekennzeichnet durch ihren markanten Gratverlauf in Ost-West-Richtung. Nach Norden fällt die Kopfkraxn in hohen steilen Wänden mit Grasschrofen zum Gamskar hin ab. Im Süden bildet die Kopfkraxn einen steilen rund 400 Meter hohen, stark gegliederten Wandaufbau oberhalb des Schneekars. Auf der Südseite weist das Sonneck steile hohe Felswände oberhalb des Schneekars auf, die von mehreren Kletterrouten (z. B. Kraxngrat, IV-) durchzogen sind. Auf der Ostseite geht der lange Grat der Kopfkraxn in den Wiesberg über, östlich schließt sich getrennt durch eine deutliche Scharte (steiler Felsabbruch dorthin auf Seiten der Kopfkraxn) das Sonneck an. Der Gipfel gehört zum Gemeindegebiet von Kufstein.

## Routen
Die Kopfkraxn zählt zu den leichter erreichbaren Gipfeln des Kaisergebirges. Es ist entweder von Süden oder von Osten aus über zwei markierte Steige für erfahrene und trainierte Bergsteiger gut zu erreichen.
- Südroute: 3,5 Stunden im Aufstieg, 2,5 Stunden im Abstieg, 1290 Höhenmeter

Ausgangspunkt dieser Route ist Scheffau am Wilden Kaiser. Bis zum Gasthaus Jägerwirt (910 m) darf mit dem Auto gefahren werden, ab dort zu Fuß, anfangs noch beschaulich über Wald- und Wiesengelände. Nach eineinhalb Stunden ist die Kaiser-Hochalm erreicht, anschließend wird es steiler, auf der Südseite des Sonnensteins vorbei, dann über Latschenhänge und freies, schrofiges Gelände anstrengend auf den Grat und über diesen bzw. westseitig ausweichend auf guter Pfadspur auf die Kopfkraxen. An sonnigen, heißen Tagen muss unbedingt früh losgegangen werden, sonst wird dieser Aufstieg zur Qual. Trittsicherheit erforderlich; das letzte Stück verlangt zudem Schwindelfreiheit. Einige Stellen mit Schwierigkeitsgrad I.
- Nordroute: 7,5 Stunden im Aufstieg, 6,5 Stunden im Abstieg, 1860 Höhenmeter

Ausgangspunkt dieser Route ist Sparchen, ein Stadtteil von Kufstein. Zunächst muss ein längerer Anmarsch in Kauf genommen werden, welcher jedoch landschaftlich überaus reizvoll ist. In 2,5 Stunden geht es durch das Kaisertal vorbei an Pfandlhof und Antoniuskapelle zum Anton-Karg-Haus in Hinterbärenbad. Dort kann übernachtet werden. Die bezeichnete, aber selten begangene Route folgt noch einer halben Stunde dem Bettlersteig in Richtung Kaindlhütte, bis der Güttler-Steig zum Sonneck abzweigt. Zunächst nicht allzu aufregend führt der Weg durch Wald in Serpentinen angenehm aufwärts, bis er über eine Felsstufe hinab (drahtseilversichert, entschärft mit Eisenbügeln) und sodann hinaufführt durch ein großes Geröllfeld (Kühkarl). Danach geht es in kontinuierlich steiler Steigung durch schrofiges Gelände teils ausgesetzt (eine Stelle drahtseilversichert) hinauf ins Gamskar (Geröllfeld, das seinen Namen zu Recht trägt). Von dort führt der Steig teils über Felsen (mit einigen Eisenbügeln entschärft) und durch Latschen hinauf am Unteren und Oberen Gamskarköpferl vorbei und schließlich durch ein Geröllkar mühsam auf das weitläufige Gipfelfeld des Sonnecks. Hier geht man nicht ganz zum Gipfel hinauf, sondern zweigt südwestlich zum Westgrat des Sonnecks querend ab. Dort führt der markierte, ausgesetzte und im Gegenanstieg versicherte Steig durch die Scharte hinauf zur Kopfkraxn. Einige Stellen mit Schwierigkeitsgrad I. Trittsicherheit und Schwindelfreiheit erforderlich. Insgesamt länger, aber etwas einfacher als die Südroute.
- Gratübergang Richtung Scheffauer via Hackenköpfe

Es ist möglich, von der Kopfkraxen über den Wiesberg und die Hackenköpfe den kompletten Grat bis zum Scheffauer zu überschreiten. Diese Route ist jedoch kräftezehrend, langwierig, nicht durchgehend markiert oder gesichert, zudem teilweise recht ausgesetzt und mit etlichen Gegenanstiegen und zahlreichen Kletterstellen bis Schwierigkeitsgrad II gewürzt. Sie darf nur von trittsicheren und schwindelfreien Bergsteigern mit Ortskenntnis und alpiner Erfahrung begangen werden. Der gesamte Übergang von der Kopfkraxn bis zum Scheffauer dauert etwa 2,5 bis 3,5 Stunden, anschließend muss noch entweder zur Kaindlhütte oder zum Hintersteiner See oder Jägerwirt (Scheffau) abgestiegen werden. Diese Gratüberschreitung wird in der Regel in Gegenrichtung begangen, da die schwierigeren Stellen dann im Aufstieg liegen; ihre Länge und Schwierigkeit wird häufig unterschätzt.
- Kletterrouten

Die Südwand der Kopfkraxn ist unter Kletterern sehr beliebt; dort gibt es zahlreiche Routen ab dem IV. Schwierigkeitsgrad (z. B. Kraxngrat, IV-), deren Einstieg über das Schneekar erreicht werden kann (dorthin gelangt man über den markierten Normalweg des Treffauers).

## Bilder

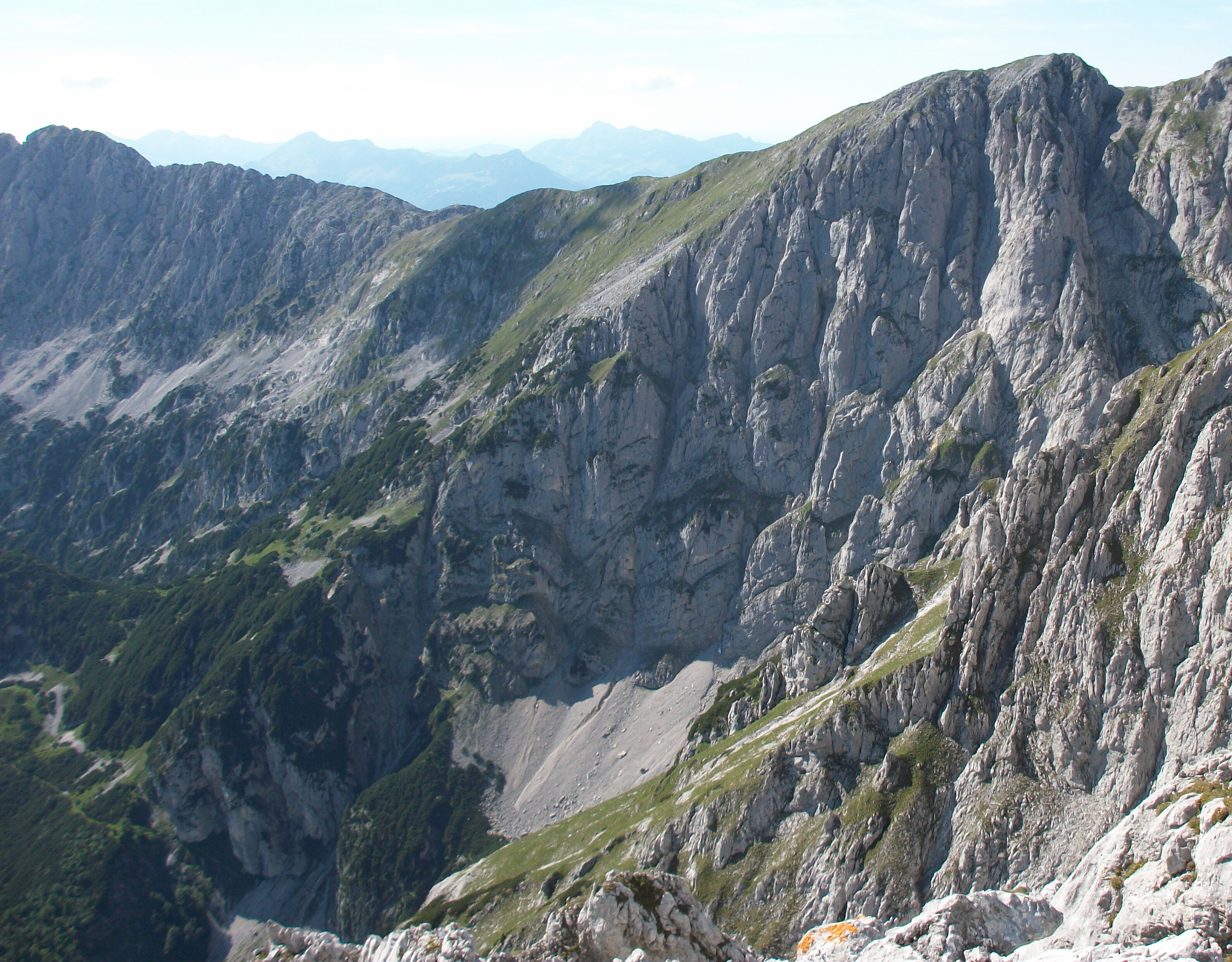
Wiesberg (links) und Kopfkraxn (rechts) von Süden
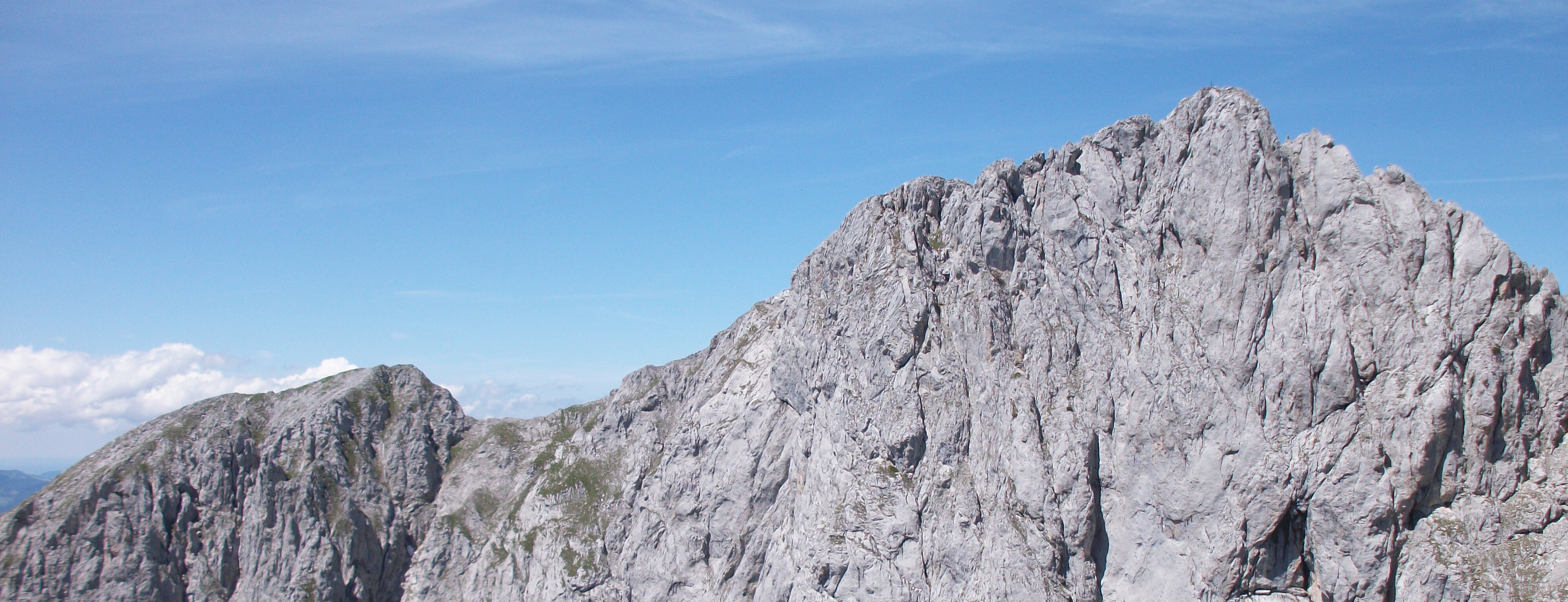
Kopfkraxn (links) und Sonneck (rechts) mit Verbindungsgrat von Südosten
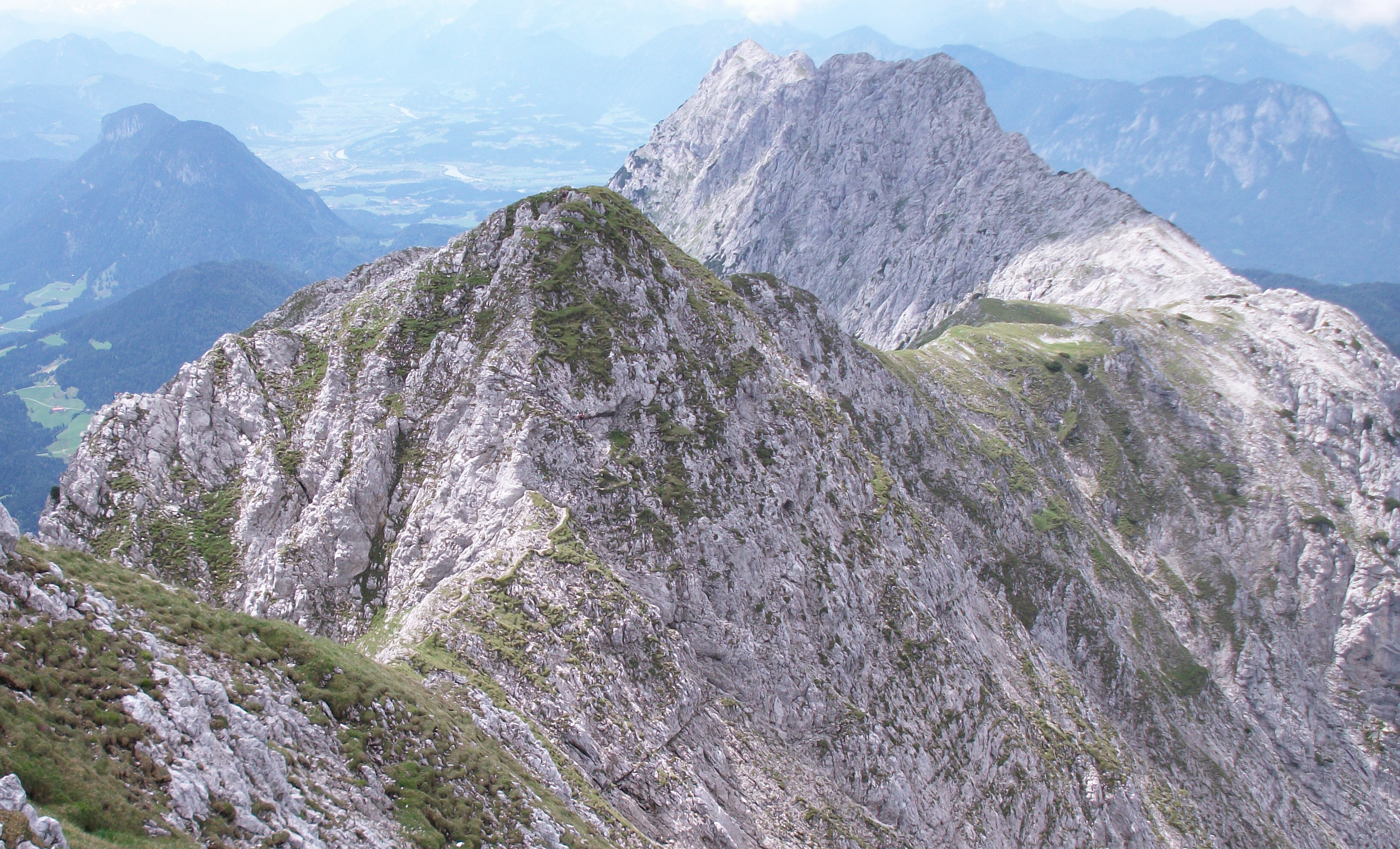
Übergang vom Sonneck zur Kopfkraxn von Osten, im weiteren Gratverlauf der Wiesberg, die Hackenköpfe und der Scheffauer
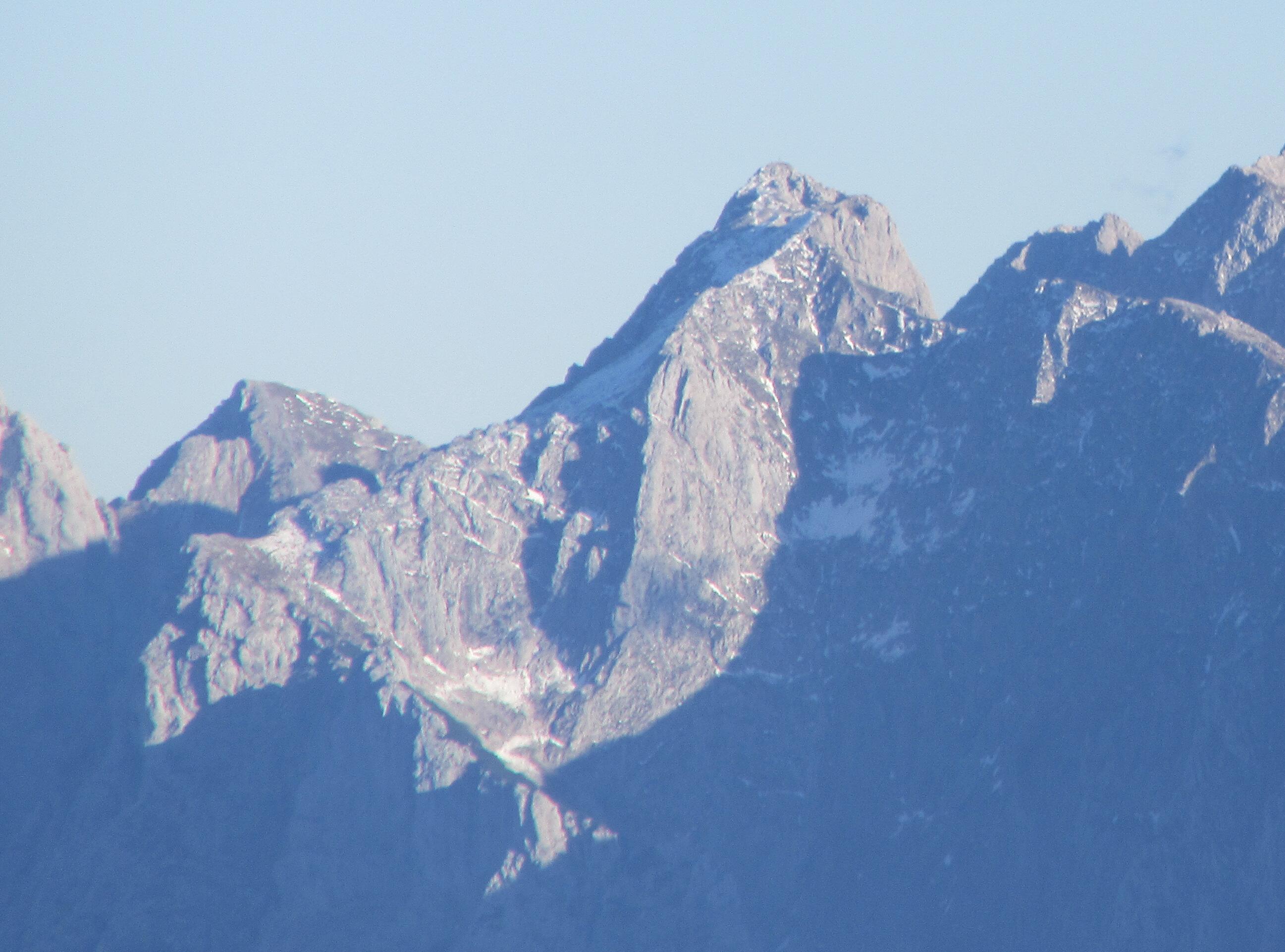
Sonneck (Mitte), Kaiserkopf (links), Kopfkraxn (rechts), vorne das Obere Gamskarköpfl und rechts davor das Untere Gamskarköpfl (Kufsteiner Klettersteig)
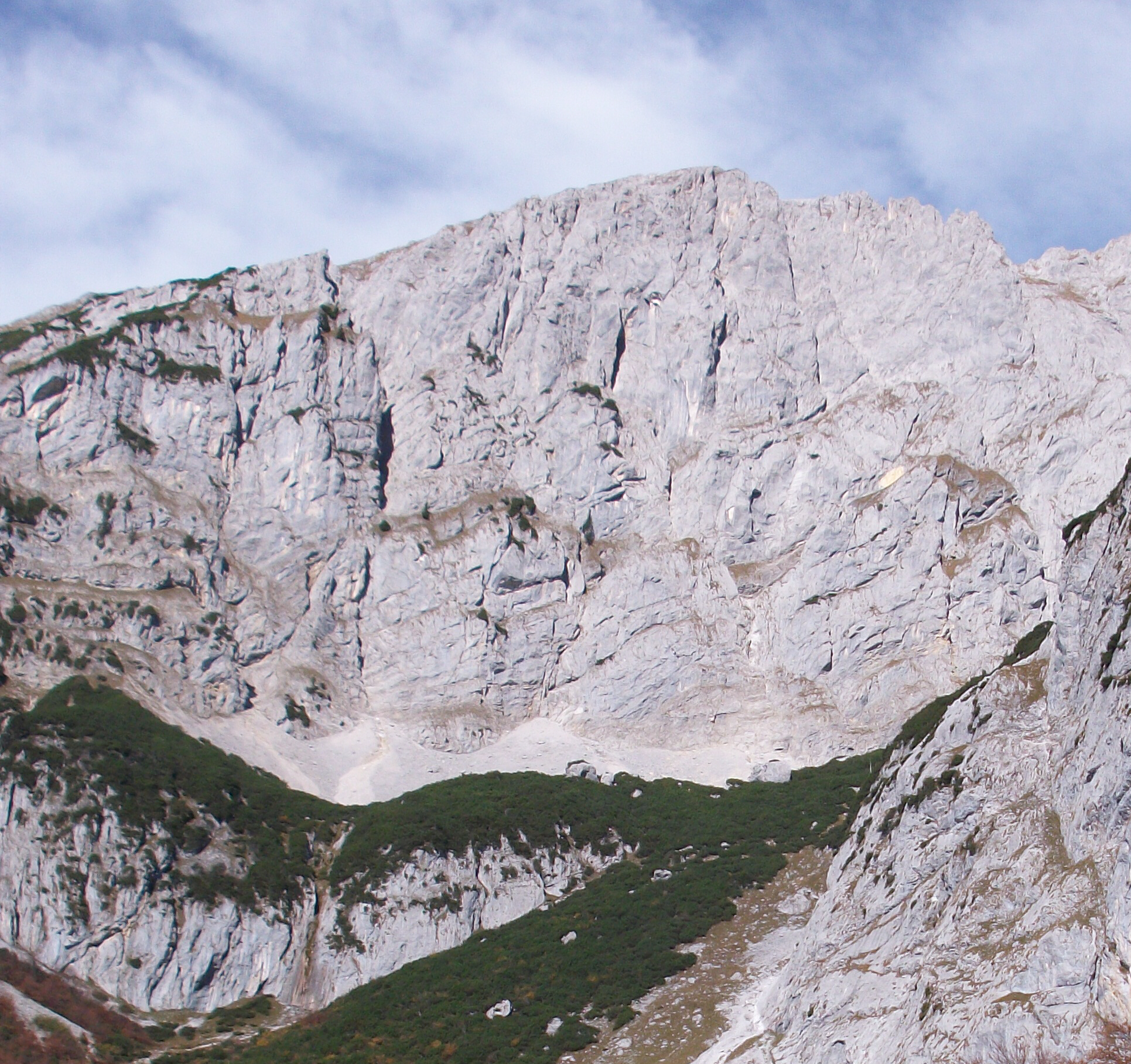
Südwand der Kopfkraxn (Kletterrouten), unten links der Wasserfall
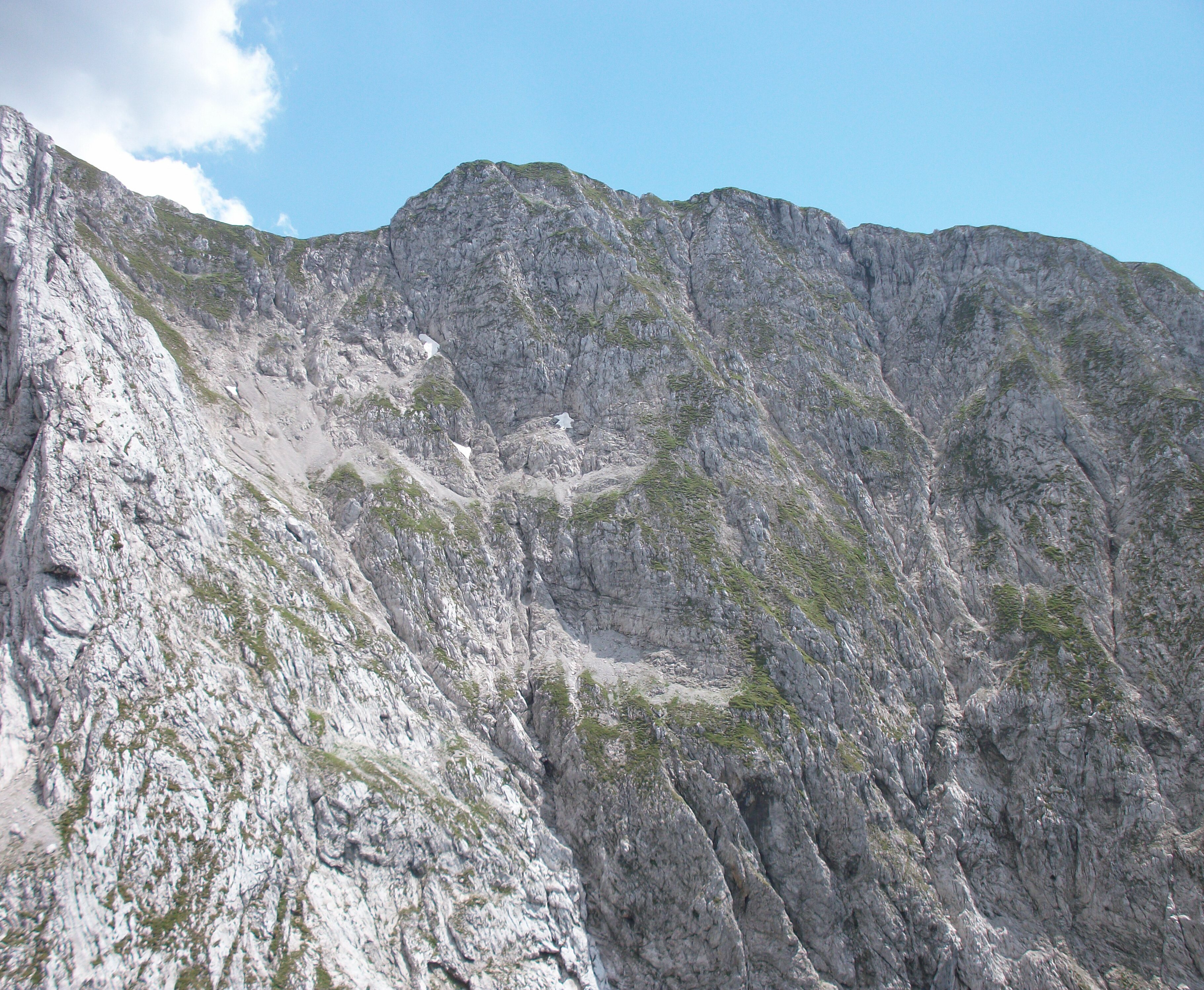
Die Nordwand der Kopfkraxn oberhalb des Gamskars, links der Gratübergang mit der Scharte zum Sonneck, gesehen vom Unteren Gamskarköpfl